# Alessandro De Angelis
Alessandro De Angelis (nacido el 16 de agosto de 1959 en Cencenighe Agordino, Itália) es un físico y astrofísico italiano y argentino, conocido por sus actividades en la propuesta y construcción de observatorios para la astrofísica de rayos gamma.
Es profesor catedrático de Física Experimental en la Universidad de Padua y de astrofísica en la Universidad de Lisboa, miembro de INFN, INAF, de la SIF y del Grupo2003.
Licenciado en Física en la Universidad de Padua en el grupo de Marcello Cresti, se perfeccionó en el CERN de Ginebra trabajando en el grupo de Ugo Amaldi en el Experimento DELPHI.
Desde el 2000 se ocupa principalmente de física de astropartículas; ha cooperado en el proyecto del telescopio espacial Fermi-LAT de la NASA y del telescopio MAGIC en las islas Canarias. Es investigador principal del proyecto espacial ASTROGAM y está entre los proponentes del Southern Wide-field Gamma-ray Observatory (SWGO), un observatorio para fotones gamma de altísima energía que vendría localizado a alta altitud en los Andes. Ha sugerido la mezcla entre rayos gamma y partículas materia obscura en los campos magnéticos intergalácticos.
Después del regreso en Italia en el 2000, ha trabajado en la Universidad de Udine, entre el 2010 y el 2011 en la Institución Max-Planck para la Física (Werner Heisenberg) de Munich, y sucesivamente tres años ha ejercido como Dirigente de Investigación de INFN.
Acompaña a la actividad de investigación aquellas de divulgador e historiador de la física, especialmente en los sectores de la física de los rayos cósmicos y del periodo de Galilei. Es editor de Historia de la Física para Springer Nature.

## Premios
- Thomson-Reuters Award por pertenecer al "1% de los mejores investigadores que publican en el campo de la ciencia espacial durante la década  2001-2010", 2011[13]
- Bruno Rossi Prize de la American Astronomical Society - Grupo Fermi LAT, 2011[1]
- Highlight de la Sociedad Europea de Física para el artículo ‘Nationalism and internationalism en science: the case of the discovery of cosmic rays’, con P. Carlson, Eur. Phys. J. H 36, 309, 2010[14]
- NASA Group Achievement Award, 2008, en calidad de miembro del grupo coordinador del Telescopio Fermi[15]

## Reconocimientos
- Comendador OMRI por iniciativa del Presidente de la República; Roma, 19 de diciembre de 2018.[16]

## Obras
- De Angelis, Alessandro (2024). Galileo e la navigazione satellitare (prólogo de William R. Shea) (en italiano). Roma: Castelvecchi.
- De Angelis, Alessandro (2023). Cosmic Rays (multimessenger astrophysics and revolutionary astronomy) (en inglés). Heidelberg: Springer Nature. ISBN 978-8832909500. De Angelis, Alessandro (2024). L'universo nascosto (la nuova astronomia dei raggi cosmici e delle onde gravitazionali) (en italiano). Roma: Castelvecchi. ISBN 978-88-6826-899-2.
- De Angelis, Alessandro (2022). Galileo e la supernova del 1604 (con la traduzione del Dialogo De Cecco di Ronchitti da Bruzene) (en italiano). Roma: Castelvecchi. ISBN 978-8832909500. De Angelis, Alessandro (2024). Galileo and the 1604 supernova (with a translation of the Dialogo De Cecco di Ronchitti da Bruzene) (en inglés). Heidelberg: Springer Nature.
- De Angelis, Alessandro (2021). I diciotto anni migliori della mia vita (Galileo a Padova) (en italiano). Roma: Castelvecchi. ISBN 978-8832903461. De Angelis, Alessandro (2023). Galileu em Pádua (en portugués). Lisboa: Gradiva. ISBN 978-989-785-192-6.
- De Angelis, Alessandro (2021). Discorsi e Dimostrazioni Matematiche di Galileo Galilei per il Lettore Moderno (en italiano). Torino: Codice. ISBN 978-8875789305. De Angelis, Alessandro (2021). Galileo Galilei's Two New Sciences for Modern Readers (en inglés). Heidelberg: Springer Nature. ISBN 978-3030719524. De Angelis, Alessandro (2022). Les deux Sciences Nouvelles de Galilee (en francés). Paris: EDP Scinces.Con prefacios de Ugo Amaldi y Telmo Pievani
- De Angelis, Alessandro; Pimenta, Mario; Conceicao, Ruben (2021). Particle and Astroparticle Physics: Problems and Solutions (en inglés). Heidelberg: Springer Nature. ISBN 978-3-030-73116-8. .
- De Angelis, Alessandro; Pimenta, Mario (2018). Introduction to Particle and Astroparticle Physics: Multimessenger Astronomy and its Particle Physics Foundations (en inglés). Heidelberg: Springer Nature. ISBN 978-3-319-78180-8. Con prefazione di Francis Halzen.
- De Angelis, Alessandro; Pimenta, Mario (2015). Introduction to Particle and Astroparticle Physics: Questions to the Universe (en inglés). Heidelberg: Springer. ISBN 978-3-319-78180-8.
- De Angelis, Alessandro (2012). L'enigma dei raggi cosmici: le più grandi energie dell'Universo (en italiano). Milano: Springer. ISBN 978-88-470-2047-4. Con prefacio de Margherita Hack.